# 经氏壳蛞蝓
经氏壳蛞蝓（学名：Philine kinglipini）为壳蛞蝓科壳蛞蝓属的动物，俗稱“白泥蚂”。分布于日本，包括渤海、黄海、东海等海域，属于温带性种类。其主要生活于潮间带-潮下带浅水区泥砂质底。